# Rimswell
Rimswell – wieś w Anglii, w hrabstwie East Riding of Yorkshire. Leży 22 km na wschód od miasta Hull i 248 km na północ od Londynu. W 2001 miejscowość liczyła 198 mieszkańców.